# 2739 Taguacipa
2739 Taguacipa eller 1952 UZ1 är en asteroid i huvudbältet som upptäcktes den 17 oktober 1952 av den amerikanske astronomen Joseph L. Brady vid Mount Wilson-observatoriet. Den är uppkallad efter Taguacipa i Inka indianernas mytologi.
Asteroiden har en diameter på ungefär 11 kilometer.